# 仰光證券交易所
仰光證券交易所是缅甸的证券交易所。

## 历史
成立于2015年10月，位於緬甸仰光緬甸中央銀行建築物中。該所是透過日本大和证券集团本社以及日本交易所集團與緬甸經濟銀行共同創立的，總創立資本額為310萬美元。第一緬甸投資公司（First Myanmar Investment）將會是仰光證券交易所第一間上市公司。而所內的金融有關事務委託緬甸最大的銀行，KBZ銀行進行所有金融業務。

## 亦可參見
- 舊仰光證券交易所（英语：Rangoon Stock Exchange）

## 資料來源
1. ↑  Shwegu Thitsar. . Myanmar Times. 26 November 2014  [1 July 2015]. （原始内容存档于2016-04-02）.
2. ↑  . MRTV. 18 May 2015  [1 July 2015]. （原始内容存档于2016-03-04） （缅甸语）.
3. ↑  Mullins, Jeremy. . Myanmar Times. 23 December 2014  [1 July 2015]. （原始内容存档于2016-09-06）.
4. ↑  Hammond, Clare. . Myanmar Times. 12 May 2015  [1 July 2015]. （原始内容存档于2016-03-04）.
5. ↑  Kyaw Phone Kyaw. . Myanmar Times. 5 May 2015  [1 July 2015]. （原始内容存档于2016-01-24）.